# Fatima az-Zahra Rifat
Fatima az-Zahra Rifat (arab. فاطمه الزهراء رفعت ;ur. 10 września 1987) – egipska zapaśniczka walcząca w stylu wolnym. Zajęła siódme miejsce na igrzyskach afrykańskich w 2007. Brązowa medalistka mistrzostw Afryki w 2007 roku.